# Institut des cultures arabes et méditerranéennes
 (janvier 2020).
L'institut des cultures arabes et méditerranéennes (ICAM) est une association et une maison de la culture situés à Genève, destinés à promouvoir les cultures arabes en Suisse.

## Buts
Fondé en 2013 par Alain Bittar, et Patrice Mugny, ancien maire et conseiller administratif de la Ville de Genève, l’Institut des cultures arabes et méditerranéennes a pour but de promouvoir, dans le cadre de la diversité, les cultures du Monde arabe et méditerranéennes ainsi qu’une information objective sur le monde contemporain et son évolution, la culture dans une perspective d’éducation permanente, les échanges interculturels et les contacts humains en particulier entre la Suisse et le Monde Arabe.

## Organisation et financement
L'institut a été présidé par Patrice Mugny de 2013 à 2014. Ensuite, l'ancien consul général de Suisse à New York, François Barras, a pris le relais. De son séjour au Liban comme ambassadeur, il garde le goût de la vie culturelle intense de ce pays.
L’institut est soutenu par des sponsors publics et privés, la Ville de Genève, et le Bureau de l’intégration des étrangers de l’État de Genève.

## Expositions et concerts
L’institut organise et promeut notamment des spectacles, des conférences, des formations, des sessions d’information, des colloques et des expositions liés à ses buts et ses objectifs.

### Expositions
L'institut abrite un espace d'exposition pour l'art contemporain : la Galerie d'Olivier. Des expositions en lien direct avec les cultures arabes et méditerranéennes y sont présentées. Depuis 2016, des artistes tels que Wajih Nahlé (Liban), Nja Mah Daoui (Tunisie), Nazir Ismail (Syrie), Mohamed Al Dabous (Palestine), Mohamed Al Hawajri (Gaza), Sohail Salem (Gaza), Ali Taraghijah (Iran), Towhidi Tabari (Iran), Khali Hamra et Gianni Motti (Suisse) ont présentés leurs œuvres. 
Dirigée par Alain Bittar, et Nuria Delgado, l’ICAM organise en 2020 l’exposition : Descends au Sud: Al – Andalus, où les artistes Abraham Benzadón, Ana Pavón, Julia Diazdel, Mar Aragón, Pedro Peña, Sébastian Navas et Kelly Fischer réinterprètent l'héritage andalou avec un regard du XXIe siècle, en collaboration avec l’Université de Malaga et la Fondation de trois Cultures de Malaga. L'artiste genevois Daniel Garbade Lachenal a également participé, et à nouveau dans son exposition individuelle : Guillaume Tell est andalou en 2022.

### Concerts
Le ICAM organise également des concerts de musiciens tels que Karim Wasfi, Marcel Khalifé accompagné par Rami Khalifé et Aymeric Westrich dans l´Alhambra ou la Fête de l'Olivier, le premier festival de musique arabe en Suisse.

### Librairie
La librairie de l'institut est dédiée à la littérature arabe et organise des présentations de livres comme Balkis de l'écrivaine irakienne Chloé Falcy, et de conférences et colloques aussi dans le cadre du Salon du livre de Genève avec des rencontres, comme en 2019 avec la journaliste genevoise Sylvie Arsever et l’écrivain Nedim Gürsel.